# 월계초등학교 (울산)
월계초등학교는 대한민국 울산광역시 남구에 있는 공립 초등학교이다.

## 학교 연혁
- 2003.12.31 월계초등학교 설립 인가
- 2004.03.01 옥산초등학교에서 분리개교(26학급, 847명)
- 2004.04.25 준공(부지면적: 11,203.8m2(약 3,400평), 총공사비 : 60억원, 일반 교실 26실, 관리실 2실, 특별실 및 기타실 43실)
- 2004.05.11 개교기념식
- 2004.03.01 초대 김광남 교장 취임
- 2005.02.08 제1회 졸업장 수여식(139명)
- 2005.03.01 울산광역시교육청지정 과학교육시범‧선도학교 운영(2년간)
- 2009.03.01 울산광역시교육청지정 교원능력개발평가 시범학교 운영
- 2009.03.01 생명의 숲 학교 숲 시범학교 지정(3년간)
- 2012.03.01 울산광역시교육청지정 스마트교육 정책연구학교 운영(2년간)
- 2015.03.01 울산광역시교육청지정 디지털교과서 정책연구학교 운영(2년간)
- 2016.12.21 대한민국 행복교육박람회 기관표창(교육부장관)
- 2017.02.08 제13회 졸업장 수여식(82명, 누계 1,778명)
- 2017.03.01 19(1)학급 편성(379명)
- 2017.06.05 흡연예방교육 유공기관 표창(교육감)
- 2017.09.01 제6대 문종원 교장 취임

## 참고 자료
- 월계초등학교 - 한국교육학술정보원 학교알리미